# Suchata Chuangsri
Suchata Chuangsri (Phuket, 20 de setembro de 2003) é uma modelo e rainha da beleza tailandesa que ganhou o título de Miss Mundo 2025, ela se tornou a primeira mulher tailandesa a ganhar o título de Miss Mundo.
É mais conhecida simplesmente como Opal Suchata.

## Biografia
Suchata nasceu a 20 de setembro de 2003 na província de Phuket, filha de Thanet Donkamnerd e Supatra Chuangsri. A sua família gere uma empresa privada em Thalang, na província de Phuket. Suchata concluiu o ensino básico e o ensino secundário na Escola Kajonkietsuksa, e o ensino secundário na Escola Triam Udom Suksa, onde se formou em chinês no programa de Artes.
Antes de se tornar Miss Universo Tailândia, Suchata frequentava o bacharelato em Política e Relações Internacionais na Faculdade de Ciência Política da Universidade Thammasat.

## Concurso de beleza

### Miss Universo Tailândia 2022
Em 2022, aos 18 anos, Suchata participou no concurso Miss Universo Tailândia 2022 e terminou em terceiro lugar. Mais tarde, foi promovida a segunda classificada após a desistência da primeira classificada original, Nicolene Limsnukan.

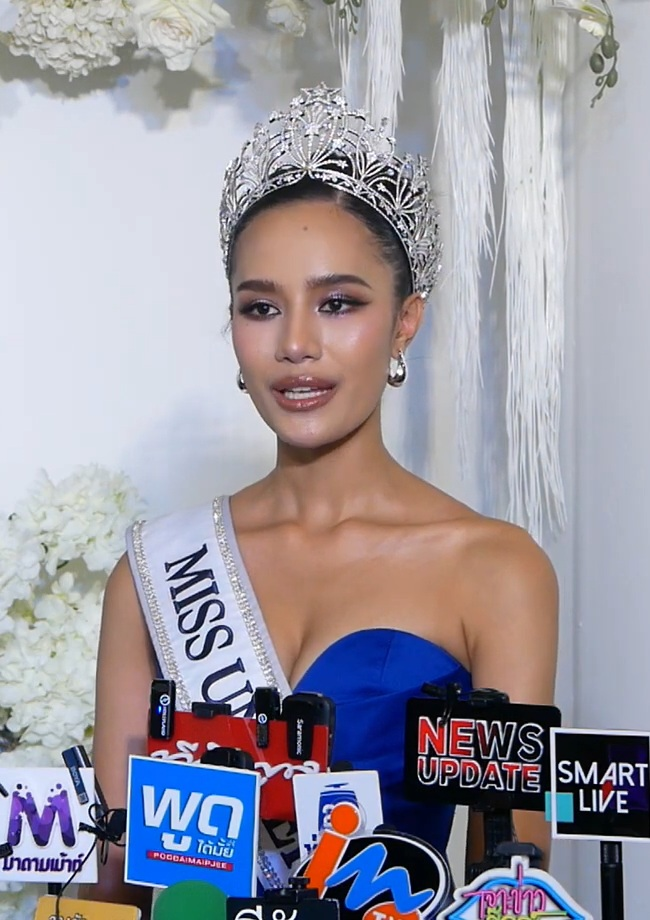
Opal como Miss Universo Tailândia 2024

### Miss Universo Tailândia 2024
Em 2024, Suchata foi nomeada para representar Banguecoque no concurso Miss Universo Tailândia 2024. Ganhou vários prémios especiais, incluindo Miss Charming Talent e Miss Beauty and Confidence. No final da competição, foi coroada Miss Universo Tailândia 2024.
Suchata representou a Tailândia no Miss Universo 2024, realizado a 17 de novembro de 2024 na Cidade do México. Ficou em terceiro lugar e recebeu o prémio Voz pela Mudança – Prata.
No entanto, a 22 de abril de 2025, após a sua nomeação como representante da Tailândia no Miss Mundo, a Organização Miss Universo anunciou a sua remoção do terceiro lugar por não ter completado o seu reinado de 12 meses antes de aceitar outro título.

### Miss Mundo 2025
A 22 de abril de 2025, Suchata foi nomeada pela Miss Mundo Tailândia — uma colaboração entre a Tero Entertainment e a TPN Global — para representar a Tailândia no Miss Mundo 2025, na Índia. Após vencer o desafio multimédia, Suchata garantiu um lugar no Top 40. A competição decorreu a 31 de maio de 2025, em Hyderabad. Foi coroada Miss Mundo 2025 como a primeira tailandesa e a segunda do Sudeste Asiático a deter o título.